# Sidonia Hedwig Zäunemann
Sidonia Hedwig Zäunemann (ur. 15 stycznia 1711 w Erfurcie, zm. 11 grudnia 1740 koło Plaue) – niemiecka poetka.

## Życiorys
Była córką adwokata i notariusza Paula Nikolasa Zäunemanna i jego żony Dorothei. Dorastała w religijnej rodzinie mieszczańskiej. W domu rodzinnym w Erfurcie mieszkała aż do śmierci. Nigdy nie wyszła za mąż.
Wcześniej wykazała chęć do nauki. Samodzielnie zgłębiała francuski i łacinę. Chętnie czytała książki. Szybko zaczęła pisać poezję.
Ponieważ w tym okresie kobiety nie mogły poruszać bez opieki mężczyzny, w przebraniu męskim podróżowała konno. Dzięki temu często odwiedzała siostrę w Ilmenau. Była jedną z pierwszych kobiet, które odwiedziły miejscową kopalnię miedzi i srebra. Doświadczenie opisała w wierszu Das Ilmenauische Bergwerk (1737). Opisała też pożar Erfurtu w 1736. Wydała m.in. zbiór wierszy poświęcony cesarzowej Rosji Annie, który ukazał się w Erfurcie w 1738.
Do jej najsłynniejszych dzieł należą wiersze. Pierwsze powstały w 1731. Początkowo pisała z przeznaczeniem ody, pochwały, wiersze gratulacyjne i przemówienia na wesela oraz inne uroczystości, także do astronomiczno-meteorologiczno-ekonomicznego kalendarza podróży. Do podręcznego kalendarza kobiet z roku 1737 autorstwa Johanna Michaela Funcke napisała przedmowę. Aatakowała społeczną dominację mężczyzn, potępiała powszechne przekonanie, że kobiety to ludzie drugiej kategorii. Ze względu na niekonwencjonalne życie była uważana za outsiderkę. Miłość do przyrody, którą obserwowała podczas samotnych wypraw, odzwierciedlała seria wierszy o tematyce leśnej i łąkowej. Występowała przeciw ówczesnemu pojmowaniu roli kobiety, ograniczonym możliwościom kształcenia kobiet i instytucji małżeństwa, która, jej zdaniem, psuła szczęście i szlachetną wolność panny.
Za poetycki wzór uważała Christianę Marianę von Ziegler. W 1738, podobnie jak wcześniej mistrzyni, otrzymała honorowy tytuł poeta laureata na Uniwersytecie w Getyndze.
Jej ostatni wiersz poświęcony był wstąpieniu na tron Fryderyka Wielkiego. Utonęła podczas jednej z przejażdżek w 1740, przechodząc przez zniszczony przez powódź most na Gerze koło Angelrody. Została tam pochowana 16 grudnia 1740. Tam znajduje się jej nagrobek.
Jako poetka została na nowo odkryta w 1855. 
Na jej cześć nazwano ramienionoga dewońskiego Undispirifer sidoniae.